# Gorno
Gorno (lombardul: Góren) település Olaszországban, Lombardia régióban, Bergamo megyében. Lakosainak száma 1489 fő (2023. január 1.). Gorno Premolo, Ponte Nossa, Casnigo, Colzate és Oneta községekkel határos.

## Népesség
A település lakossága az elmúlt években az alábbi módon változott:
| Lakosok száma | 1603 | 1580 | 1489 |
|               | 2017 | 2018 | 2023 |